# Дані Бондар
Дані Бондар (івр. דני בונדר/рос. Дмитрий Бондарев; нар. 7 лютого 1987, Москва, СРСР) — ізраїльський футболіст російського походження, виступав на позиції правий захисника.

## Клубна кар'єра
Професіональну кар'єру розпочав у тель-авівському «Хапоелі», вихованцем якого він був. Влітку 2006 року тодішній тренер столичного клубу Іцхак Шум надав можливість Дані проявити себе в головній команді «Хапоеля». На перших порах виступав переважно за молодіжну команду, проте незабаром міцно закріпився в основному складі команди. У 2008 році в матчі чемпіонату проти «Хапоеля» (Кфар-Сава) отримав травму, через що вибув до кінця року. Оговтавшись від травми, Бондар відправився в піврічну оренду до «Хапоеля» з Кір'ят-Шмона, за який провів десять матчів. Повернувшись до Тель-Авіва, знову отримав місце в основному складі. Перший поєдинок після повернення зіграв 30 липня в кваліфікації Ліги Європи зі шведським «Гетеборгом». 8 січня 2011 року в матчі з ашкелонским «Хапоелем», відзначившись на дев'ятій хвилині, забив свій перший м'яч у кар'єрі. Влітку 2010 року ізраїльські ЗМІ повідомляли про інтерес до Бондара з боку луганської «Зорі». Наприкінці 2010 року Бондар відмовився продовжувати контракт з «Хапоелем», розрахований до літа 2011 року в зв'язку з трансферним пропозицією від російського клубу «Крил Рад». Також Дані цікавилися «Терек» та і нижньогородська «Волга», з якою й була досягнута домовленість про укладення контракту по закінченні сезону в Ізраїлі. Наприкінці травня Бондар вільним агентом перейшов у «Волгу». 6 серпня дебютував у чемпіонаті Росії в домашньому матчі з «Ростовом», що завершився поразкою його команди з мінімальним рахунком.
У 2012 році отримав важку травму коліна. У 2013 році приєднався до сімферопольської «Таврії», проте вже взимку того ж року підписав контракт з дзержинським «Хіміком». Незабаром після переходу отримав розрив хрестоподібних зв'язок. Восени 2014 року завершив кар'єру.

## Кар'єра в збірній
Виступав за молодіжну збірну Ізраїлю, в складі якої зіграв чотири матчі. У березні 2007 року отримав виклик в першу збірну країни від тодішнього тренера Дрора Каштана на матчі відбіркового етапу Євро-2008 з Англією та Естонією. 2 вересня 2010 року дебютував за національну збірну в матчі відбіркового турніру чемпіонату Європи 2012 року зі збірною Мальти, який завершився з рахунком 3:1 на користь ізраїльтян.

## Досягнення
«Хапоель» (Тель-Авів)
- Прем'єр-ліга Ізраїлю
  -  Чемпіон (1): 2009/10
  -  Срібний призер (1): 2010/11

- Кубок Ізраїлю
  -  Володар (2): 2009/10, 2010/11

## Особисте життя
Народився в Москві, ім'я при народженні — Дмитро Бондарєв. У 1990 році разом з батьками переїхав до Ізраїлю, де оселився в кібуці Газіт, в Їзреельській долині.

## Клубна
| Клубні виступи    | Клубні виступи                          | Клубні виступи       | Ліга  | Ліга | Кубок         | Кубок         | Кубок ліги | Кубок ліги | Єврокубки | Єврокубки | Загалом | Загалом |
| Сезон             | Клуб                                    | Ліга                 | Матчі | Голи | Матчі         | Голи          | Матчі      | Голи       | Матчі     | Голи      | Матчі   | Голи    |
| Ізраїль           | Ізраїль                                 | Ізраїль              | Ліга  | Ліга | Кубок Ізраїлю | Кубок Ізраїлю | Кубок Тото | Кубок Тото | Єврокубки | Єврокубки | Загалом | Загалом |
| ----------------- | --------------------------------------- | -------------------- | ----- | ---- | ------------- | ------------- | ---------- | ---------- | --------- | --------- | ------- | ------- |
| 2004–05           | «Хапоель» (Тель-Авів)                   | Прем'єр-ліга Ізраїлю | ?     | ?    | ?             | ?             | 1          | 0          | 0         | 0         | ?       | ?       |
| 2005–06           | «Хапоель» (Тель-Авів)                   | Прем'єр-ліга Ізраїлю | ?     | ?    | ?             | ?             | ?          | ?          | 0         | 0         | ?       | ?       |
| 2006–07           | «Хапоель» (Тель-Авів)                   | Прем'єр-ліга Ізраїлю | 23    | 0    | 1             | 0             | 6          | 0          | 5         | 0         | 35      | 0       |
| 2007–08           | «Хапоель» (Тель-Авів)                   | Прем'єр-ліга Ізраїлю | 11    | 0    | 0             | 0             | 4          | 0          | 5         | 0         | 20      | 0       |
| 2008–09           | «Хапоель» (Тель-Авів)                   | Прем'єр-ліга Ізраїлю | 2     | 0    | 0             | 0             | 1          | 0          | 0         | 0         | 3       | 0       |
| 2008–09           | «Хапоель Іроні» (Кір'ят-Шмона) (оренда) | Прем'єр-ліга Ізраїлю | 10    | 0    | 1             | 0             | 1          | 0          | 0         | 0         | 12      | 0       |
| 2009–10           | «Хапоель» (Тель-Авів)                   | Прем'єр-ліга Ізраїлю | 23    | 0    | 0             | 0             | 4          | 0          | 7         | 0         | 34      | 0       |
| 2010–11           | «Хапоель» (Тель-Авів)                   | Прем'єр-ліга Ізраїлю | 16    | 1    | 0             | 0             | 0          | 0          | 8         | 0         | 14      | 1       |
| Росія             | Росія                                   | Росія                | Ліга  | Ліга | Кубок Росії   | Кубок Росії   | Плей-оф    | Плей-оф    | Єврокубки | Єврокубки | Загалом | Загалом |
| 2011–12           | «Волга» (Нижній Новгород)               | Прем'єр-ліга Росії   | 12    | 0    | 1             | 0             | 2          | 0          | -         | -         | 15      | 0       |
| 2012–13           | «Волга» (Нижній Новгород)               | Прем'єр-ліга Росії   | 0     | 0    | 0             | 0             | -          | -          | -         | -         | 0       | 0       |
| Загалом           | Ізраїль                                 | Ізраїль              | 85    | 1    | ?             | ?             | ?          | ?          | ?         | ?         | ?       | ?       |
| Загалом           | Росія                                   | Росія                | 12    | 0    | 1             | 0             | 2          | 0          | -         | -         | 15      | 0       |
| Усього за кар'єру | Усього за кар'єру                       | Усього за кар'єру    | ?     | ?    | ?             | ?             | ?          | ?          | ?         | ?         | ?       | ?       |

### Матчі за збірну
| # | Дата              | Місце                                  | Суперник | Результат | Турнір                                      |
| - | ----------------- | -------------------------------------- | -------- | --------- | ------------------------------------------- |
| 1 | 2 вересня 2010    | «Рамат-Ган», Тель-Авів, Ізраїль        | Мальта   | 3:1       | Кваліфікаційні матчі чемпіонату європи 2012 |
| 2 | 7 вересня 2010    | «ім. Бориса Пайчадзе», Тбілісі, Грузія | Грузія   | 0:0       | Кваліфікаційні матчі чемпіонату європи 2012 |
| 3 | 12 жовтня 2010    | «Караїскакіс», Пірей, Греція           | Греція   | 1:2       | Кваліфікаційні матчі чемпіонату європи 2012 |
| 4 | 17 листопада 2010 | «Блумфілд», Тель-Авів, Ізраїль         | Ісландія | 3:2       | Товариський матч                            |
| 5 | 9 лютого 2011     | «Блумфілд», Тель-Авів, Ізраїль         | Сербія   | 0:2       | Товариський матч                            |
| 6 | 29 березня 2011   | «Блумфілд», Тель-Авів, Ізраїль         | Грузія   | 1:0       | Кваліфікаційні матчі чемпіонату європи 2012 |